# Волинска крвава недеља
У недељу, 11. јула 1943. године, одреди смрти ОУН-УПА, потпомогнути локалним украјинским сељацима, истовремено су напали најмање 99 пољских насеља у оквиру Војводства Волин предратне Друге пољске републике под немачком окупацијом. Био је то добро оркестриран напад на људе окупљене на недељној миси у католичким црквама. Погођени градови су били Кисиелин (масакр у Кисијелину), Порик (масакр у Порику), Хринов (масакр у Хринову), Заблоћце, Кримн, са десетинама других градова који су нападнути на различите датуме са десетинама цркава и капела спаљених до темеља. Волински масакри су се проширили на четири предратна војводства, укључујући Волин са 40.000-60.000 жртава, као и на Лвов, Станиславов и Тарнопол у Малој Пољској са 30.000-40.000 Пољака убијених за укупно 100 пољских жртава.
Крваву недељу 11. јула 1943. не треба мешати са масакром крваве недеље у гету у Станиславову 10.000 до 12.000 пољских Јевреја 12. октобра 1941. године, пре објаве гета у Станиславу.